# تاريخ أمريكا الشمالية
سكنها الأمريكيون الأوائل الذين نزحوا عبر ممر أرضي كان بمضيق بيرنج بشمال شرق سيبيريا إلى القارة منذ 10 آلاف سنة قبل أنحسار العصر الجليدي الأخير. واستوطنوها منذ آلاف السنين قبل أن يستعمرهم الأوربيون بعد اكتشاف العالم الجديد في القرن 15 الميلادي. وكان هذا الممر وقتها يربط شمال غرب أمريكا الشمالية بشمال شرق آسيا.
واستطاع السكان الأوائل تسخير المصادر الطبيعية وتأقلموا مع المناخ والأرض التي كانوا يعيشون بها. وخلال آلاف السنين أقاموا لهم ثقافاتهم وحضارتهم بشمال شرق القارة. فاستعملوا أخشاب الغابات في بناء بيوتهم وصنع قواربهم (الكانو) وآلاتهم الخشبية. وفي جنوب غرب الصحراء زرعوا الذرة وبنوا بيوتهم من طابقين من الطوب اللبن أو المجفف في الشمس.
ظهرت بأمريكا الشمالية حضارة النحاس وحضارة الصيادين بالبر والبحر ولاسيما حول البحيرات الكبرى بكندا والولايات المتحدة الأمريكية. وكانوا بصنعون من النحاس آلاتهم بطرقه ساخنًا أو باردًا. لكنهم لم يعرفوا طريقة صهره ولا كيفية صبه قي القوالب كما كان متبعا في العالم القديم منذ سنة 1500 ق.م. وفي المنطقة القطبية الشمالية مارسوا صيد الأسماك والحيوانات.
من بين مئات الجماعات التي عاشت من ألأمريكان المستوطنين، كان لكل مجموعة نظامها العشائري والسياسي ونموذج الملابس والأطعمة واللغة والفنون ونماذج موسيقية ومعتقداتها الفلسفية والدينية الخاصة. وكانت لهم سمات ثقافية تشيه ما هو موجود في مجتعات أخرى بالعالم القدبم من بينها الارتباط بالأرض التي يعيشون فيها.
لما إستعمرهم الأوربيون في القرن 15 الميلادي، واجهوا تحديات كبيرة. لكن بعضهم تعايش وتبادل التجارة معهم واستوعبوا تقنياتهم. لكن الأوربيين استولوا علي أراضيهم وكانوا يبيدونهم في كندا وأمريكا. وكانت هذه القبائل يطلق عليها قبائل أوننداجو وموهاك وشيروكي. وكلهم كان يطلق عليهم الهنود الأمريكان، أو الهنود الحمر. وفي كندا كانوا يوصفون بأنهم الشعوب الأصلية. ولما وصل كريستوفر كولومبس عام 1492م أرضهم، كان عددهم يقدّر ما بين 40 إلى 90 مليونًا. ولما جاء الأسبان وجدوا 50 قبيلة هندية في الغرب بما فيها شعب بيبلو (Pueblo) وكومانش (Comanche) وبيمان (Piman) ويمان (Yuman)، وكان لهم لغاتهم المتنوعة. وجلب الأوربيون معهم الأمراض عن طريق الحرب البيلوجية كالجدري والحصبة والطاعون والكوليرا والتيفويد والدفتريا والسعال الديكي والملاريا وبقية الأوبئة التي كانت تحصد السكان الأصلبيين.
وتقسم حضارة أمريكا الشمالية وشمال المكسيك إلى حضارات جنوب شرق وشمال شرق وجنوب غرب وكاليفورنيا والحوض الكبير. وكان سكان شمال أمريكا يعتقدون أنهم جزء من العالمين الروحي والطبيعي. وكانت أعيادهم مرتبطة بمواسم الحصاد والزراعة. وكانوا يمارسون الرسم الملون على الرمل باستخدام المساحيق الطبيعية الملونة. وكانت قبائل بيبلو تصنع نساؤهم الفخار المصقول من الطمي والملون بالزخارف الهندسية. واشتهر هنود جنوب غرب بصنع السلال. وكان هنود كاليفورنيا مشهورين بصنع المشغولات من الحجر وقرون الحيوانات والأصداف والخشب والسيراميك. وكانوا ينسجون ملابسهم من الأعشاب ولحاء الشجر والجذور النباتية وسيقان الغاب. وصنعوا الحصر والأواني. وكان الجاموس الوحشي له أهميته بالنسبة للهنود الحمر. لأنهم كانوا يصنعون من جلوده الخيام والسروج والسياط والأوعية والملابس والقوارب. وكانوا يصنعون من عظامه السهام وأسنة الرماح والحراب والأمشاط والخناجر وإبر الخياطة. ويصنعون من قرونه الأبواق والأكواب ومن حوافره الغراء. ولم يستأنسوا الجاموس الوحشي كما فعل الإنسان البدائي في آسيا وأفريقيا لأنه كان متوفرا. وكانوا يصطادونه بالسهام ويتعقبون آثار قطعانه عندما كانت ترعى في مراعيها أو تقترب لمصادر المياه لتشرب منها. لهذا أجادوا علم القيافة واقتفاء الأثر. وكانوا يعرفون اسم القبيلة من أثرها ويحصون عدد أفرادها ووجهتهم ولاسيما بعدإغارتهم عليهم. لهذا كانوا يحددون أقصر الطرق للحاق بهم وأسرعها لتعقبهم واللحاق بهم والانتقام منهم. وكان سكان المدن لايسلمون من غارات الرعاة، فكانوا يحرقونها ويدمرونها. وكان الهنود الآباش يتجهون من الشمال الأمريكي إلى الجنوب حيث ممالك المايا والتولتك، ليخربوها ويحرقوها. وكانوا يجيدون الكرّ والفرّ في القتال.
وكانت القبائل الهندية أعرافها وتقاليدها تشبه ما كان سائدا في القبائل الرعوية الرُحّل في بقية العالم القديم. وكانت هذه الأعراف شفاهية. فمن كان يستجر بقبيلة أجارته حتى ولو كان عدوا لها وتركته لحال سبيله. ولا يقتل الأطفال أو النسوة أثناء القتال، ولا يقاتلون بالليل. وكان الإنسان الأول بأمريكا الشمالية يعيش في الكهوف أثناء العصر الحجري. وكان يزخرفها بصوره وصور الحيوانات. وكان يجلخ بالحجر لصنع حرابه ويصقل به سكاكينه وسهامه. وكان يصنع بيديه الفخار. وظهرت بأمريكا الشمالية حضارة بوبلو التي نسجت القطن وأقامت البيوت من عدة غرف من بينها غرفة تحت الأرض ليمارس فيها الطقوس الدينية. وصنعت تماثيل المرمر والبلط النحاسية وعقود من الأصداف. وكان يصنع بها الفخار من خليط الطين مع الألياف النباتية والأواني المزخرفة بأشكال هندسية حول الحواف. وكانت المدن قد شيدت في شرق أمريكا الشمالية حيث كانت التجارة. وكانت تبني فيها القري البسيطة وكل قرية كانت تتكون من بيتين أو خمسة بيوت خشبية ودائرية. وكان قُطر البيت 30 قدم. وكانوا يدفنون موتاهم في شق تحت تل صغير. وكانت المقابر مزينة. وكانت الملابس من جلود أو شعر الحيوانات أو من ألياف النباتات. وكانت تزين بالريش والخرز وصفائح النحاس قي شكل هندسي. وكانت بها المعابد التلية بها سلم وكانت حولها القرى. وهناك ظهرت حضارة أدنا (800ق.م. –700ق.م.) في وادي نهر المسيسبي وحضارة هوبول (400ق.م. – 400 م.) في الجانب الشرقي منه بجنوب شرق أمريكا الشمالية. وكلا الحضارتين كانتا متماثلتين. وجنوب غرب الولايات المتحدة الأمريكية شهد حضارة صناع السلال (100ق.م. –100م.). وكانت البيوت وقتها من غرفة واحدة من الطين وبقايا الشجر. وكانوا يعيشون بالكهوف أو يدفنون موتاهم بها. وكانوا يعيشون علي صيد الغزلان والسناجب والأرانب أو الكلاب البرية. وكانوا يمسكونها بالأيدي أو الشباك، كانوا يصنعون الحقائب والصنادل من ألياف النباتات. ثم بعد سنة 700ق.م. بنوا البيوت من الحجارة ونسجوا القطن. كما ظهرت حضارة النحاس وحضارة الصيادين بالبر والبحر ولاسيما حول البحيرات الكبري بكندا والولايات المتحدة الأمريكية. وكانوا يصنعون من النحاس آلاتهم بطرقه علي الساخن أو البارد. لكنهم لم يعرفوا طريقة صهره ولا كيفية صبه في القوالب كما كان متبعا في العالم القديم منذ سنة 1500 ق.م. وحول نهر اللينوي ترك الهنود الشماليون آثارهم التي يرجع تاريخها إلى ما بين سنة 3500ق.م. و250ٌ.م. وهي عبارة عن سكاكين عظمية وأنسجة قطنية سميكة. وقرب بحيرة لاموكا وجدت مكاشط ومطارق حجرية وأخشاب محفورة. وكانوا لايعرفون صهر النحاس أو صبه. لهذا كانت المشغولات النحاسية بالطرق لصنع السكاكين ونصال الرماح. وكانوا يصنعون الحلقان من الأصداف ويتزينون بالأحجار الكريمة. وبصفة عامة لم تكن الحضارة الأمريكية تسير بإيقاع سريع أو متنام كما كانت في بقية العالم القديم حيث شهد الحضارات الكبري التاريخية. وكان الهنود الحمر يعيشون في غابات كندا علي جمع الثمار وصيد السمك. وكان لهم سمات خاصة ويحتفظون بنظام ثقافة ولغات خاصة بهم وكانت مستمدة من حضارة المايا.

## هجرة المستوطنين الجدد

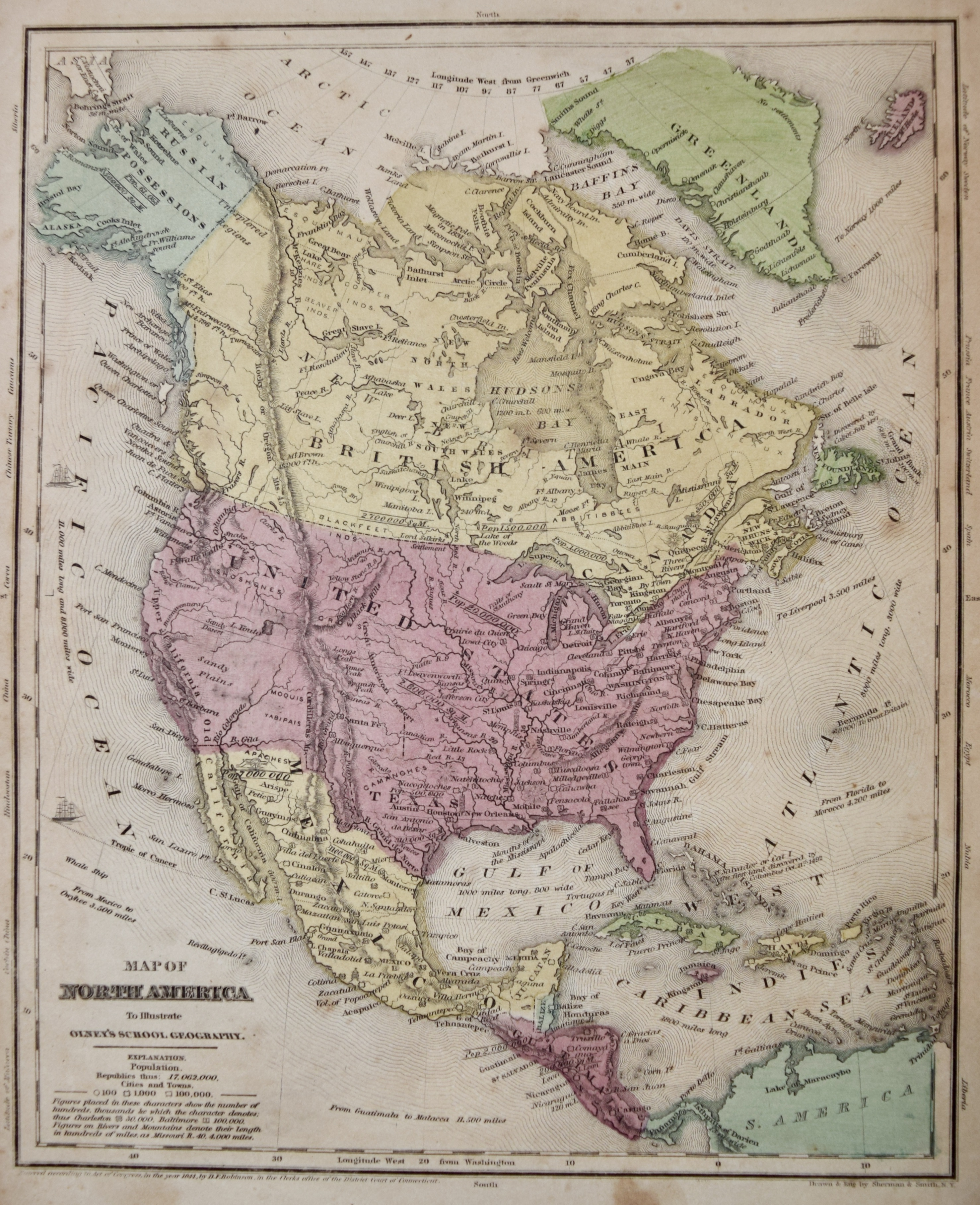
خريطة أمريكا الشمالية ، 1844

قدم المستوطنون الجدد في القرن السابع عشر بعد تخطيط وإدارة متأنية ولكن بثمن ومخاطرة كبيرة
كان على المستوطنين الانتقال لثلاثة آلاف ميل في البحر وكانوا في حاجة إلى أواني وملابس وبذور ومعدات ومواد بناء وأسلحة وذخيرة.
مستعمرتان - فيرجينيا وماساشوستس - أسستهم شركات تعاقدية مولها مستثمرون
وكانت الشركات تزود المستوطنين وتنقلهم وتتكفل بديمومة المستوطنة.أما مستوطنة «نيو هافن» التي صارت فيما بعد جزءا من «كونيكتيكت» مولها المهاجرون القادرون بانفسهم وتكفلوا بالنقل وبعوائلهم وخدمهم .
مستوطنات أخرى - نيو هامشر ومين وماري لاند ومدينتا كارولاينا ونيوجيرسي وبنسلفانيا - كانوا في الأصل يعودون إلى ملاك أو نبلاء وكما هو الحال في بلادهم قدموا أموالهم لتوطين مستأجرين وخدم في أراضيهم الممنوحة من الملك بحال مشابه لما يفعلون في أقطاعياتهم «عزبهم» في بلادهم.
وعلى سبيل المثال، فإن تشارلس الأول منح لسيسل كالفيرت (لورد بالتيمور) ولورثته سبعة ملايين فدان أصبحت فيما بعد «ماريلاند».
كان الباعث الدافع للمهاجرين لمغادرة أوروبا الرغبة في فرص استرزاق أكبر لكن مغريات أخرى كانت تعزز هذه الرغبة كالشوق للحرية الدينية والإصرار على التخلص من القمع السياسي وبريق متعة المغامرة .
بين عامي 1620 و1635 ، اجتاحت انكلترا أزمة اقتصادية ولم يجد المعدمون عمل وكان أمهر الحرفيين لا يكسبون ما يسد الرمق وفاقمت السنين العجاف مواسم حصاد خاذلة وكل هذا في وقت كانت فيه إنكلترا توسع صناعة المنسوجات مما استدعى الحاجة لموارد صوف متنامية ليبقى صوت ضجيج المغازل الأمر الذي يحتاج أراض شاسعة .
تزامن مع ما سبق، وأثناء الهيجان من الممارسات الدينية في القرنين السادس عشر والسابع عشر، دعوة لفيف من الرجال والنساء يسمون «المتطهرون» (وقد يطلق عليهم «المتزمتون»)إلى ضرورة إصلاح كنيسة إنكلترا من الداخل مراعية مصالح الأفراد وشؤونهم .
أفكار هؤلاء الإصلاحيين هددت وحدة أتباع الكنيسة وبدأت بتقويض السلطة الملكية من خلال تحطيم سطوة الكنيسة .
ملة أصولية تعرف بالانعزالية (أو الانفصالية) كانت على يقين أن الكنيسة لن تشهد إصلاحا يوافق تطلعاتهم .
في عهد جيمس الأول، جماعة من هؤلاء غادروا إلى "ليدن" في هولندا حيث سمح لهم بممارسة ما يشتهون من شعائر وبعد بضع سنين قرر أفراد منهم الرحيل إلى العالم الجديد وهناك أسسوا مستعمرة الحجاج "نيو بلايموث).
بعد اعتلاء تشارلس الأول العرش عام 1625، تعرض قادة «المتطهرين» إلى ما عدوه اضطهادا، وبعد أن منعوا من الوعظ جمعوا والتحقوا ب«الحجاج» نحو أمريكا لكنهم خلافا للمهاجرين الأوائل، كان هؤلاء الذين أسسوا مستوطنة ماساشوسيتس باي عام 1630 يضمون أكابر الناس وأشرافهم وفي مدة العقد التالي كان لهؤلاء تأثيرهم
الواضح في ست مستعمرات إنكليزية .
لم يكن «المتطهرون» وحدهم من فر بدينه، فالاستياء من خذلان المناصرين دفع وليام بين لإنشاء بنسلفانيا .
نفس الشأن حدا بالكاثوليك لإنشاء ماريلاند على يد سيسل كالفيرت، وكثير من المستوطنين في بنسلفانيا وكارولاينا الشمالية كانوا منشقين عن ألمانيا وأيرلندا متطلعين إلى حرية دينية وفرص عمل أفضل .
كانت الاعتبارات السياسية جنبا إلى جنب مع الدينية منها ذات وقع كاف للمغادرة إلى أمريكا وكان الحكم الفردي والاعتباطي لتشارلس الأول دافعا للهجرة إلى العالم الجديد عام 1630 وقادت ثورة وانتصار خصوم تشارلس بقيادة كرومويل إلى أن يحط كثير من الفرسان - «رجال الملك» - رحالهم في فيرجينيا أما في ألمانيا فقد ساعدت السياسات الظالمة للأمراء «التافهين» فيما له صلة بالجانب الديني على وجه الخصوص، وسلسلة الحروب المدمرة، في تزايد الإصرار على الهجرة في أواخر القرن السابع عشر 